# インターネット博覧会
インターネット博覧会（インターネットはくらんかい、通称インパク、英語: Internet Fair 2001 Japan）とは、経済企画庁長官（企画当時）堺屋太一の発案の元、日本国政府のミレニアム記念事業の一環、また経済振興策として2000年12月31日から2001年12月31日まで1年間行われた、博覧会を模したインターネット上の行事である。愛称（キャッチコピー）は楽網楽座（らくもうらくざ）。現実のイベントも各地で連動して開催された。

## 概要
1999年、小渕恵三内閣の経済新生対策として企画された2001年「新千年紀記念行事」の一環として諸外国から遅れをとった日本国内のインターネットの環境整備を目的に、日本万国博覧会・沖縄国際海洋博覧会の誘致・開催に関わり当時経済企画庁長官を務めていた堺屋太一が新千年紀記念行事担当大臣としてインターネット上での博覧会形式のイベントを発案・推進する事に始まる。
「史上初」「世界初」のインターネット博覧会を標榜したが、博覧会形式でのインターネット上のイベントとしては1995年に国土庁が主催した「地方都市インターネットエキスポ」と1996年の「インターネット1996ワールドエキスポジション」が存在している。また準備期間中の有識者会議ではは万国博覧会やオリンピックに並ぶ国際的行事として数年に一度の国際的行事とする事も見込まれていた。
「パビリオン」に位置付けたウェブサイトは企業・団体による「特定テーマ枠」と個人による「自由参加枠」を合わせて507件を設置、地方自治体からは東京を除く46道府県と16都市が参加し期間中に延べ約6千万人がアクセスした。

## 関わった主な人物
主催は、総務省大臣官房管理室・新千年紀記念行事推進室。担当大臣は堺屋太一から会期中に経済財政政策担当大臣竹中平蔵に引き継がれた。民間からの支援団体としてインターネット文化振興協会が設立され、理事長にトヨタ自動車会長（当時）の奥田碩が就任している。日本国政府の用意したメインゲートの協同編集長には荒俣宏、糸井重里、八谷和彦、浜野保樹、石井竜也、栗山英樹、清水ちなみ、田口ランディ、5代目中村勘九郎、松井孝典が当たり、日本語、英語、中国語、朝鮮語でコンテンツが提供された。

## 結末
最終的なパビリオンは507、トップページへのアクセスは年間で5億3300万回を達成し、日本政府は当初の「インターネットの普及を図り、コンテンツの充実を促す」という目的に関してはある程度の成果を得たとしている。
しかしながら、万博で成功を収めてきた堺屋の当初コンセプトは巨大な経済効果を強く謳ったものである割には、110億円もの税金が投入されながらそれに見合った効果がさっぱり得られなかったとの批判は大きかった。
メインゲート（http://www.inpaku.go.jp/）は会期終了後わずか1カ月で削除され、自治体、企業参加のパビリオンもインパクの終了と同時に各企業のサイトから早々と削除された。個人の参加によるサイトなど今でも閲覧することのできるものは数少なく、後世に残るコンテンツ作りという面でも当初のコンセプトは全く達成されていない。またパビリオン出展のためには国の審査が必要であったためパビリオン出展は法人が多く、個人出展などが少なかった。本博覧会を行ってどれだけの効果を得たのかを定量的、客観的に示した資料はあまりにも乏しい。
「インパクによりITが広く認知されADSLやFTTHなどのブロードバンドの普及に弾みがついた」という発言もあるが、その一方で、むしろインパクの関連サイトの「重さ」に対して否定的に用いられる場面すら見られた。これは、当時のインターネット回線は主要都市以外ブロードバンド回線の整備が追いついておらず、ナローバンドでしか接続できない地域も多く、ナローバンド接続ではフラッシュや画像などがふんだんに使われたインパク関連サイトを「楽しむ」には能力不足であったためである。
「みんなで学ぼうIT講座」（http://www.itkoza.go.jp/）は政府の用意したものの中でも珍しく、2008年まで存在したコンテンツである。このコンテンツは当初「総理と学ぼう!やさしいIT講座」と題してIT革命を旗印に掲げインパクのCMにも自ら出演した内閣総理大臣（当時）森喜朗をキャラクターに起用したものだったが、2001年4月26日に森内閣が総辞職したことに合わせ一部内容を変更した。